# Rakeem Nunez-Roches
Rakeem Nathan Nunez-Roches (Dangriga, 3 luglio 1993) è un giocatore di football americano beliziano che milita nel ruolo di defensive tackle per i New York Giants della National Football League (NFL).

## Carriera

### Kansas City Chiefs
Dopo avere giocato al college a football alla Southern Mississippi University, Nunez-Roches fu scelto nel corso del sesto giro (217º assoluto) del Draft NFL 2015 dai Kansas City Chiefs. Fu il primo giocatore nato nel Belize ad essere scelto nel Draft NFL. Debuttò come professionista subentrando nella gara del sesto turno contro i Minnesota Vikings mettendo a segno un tackle. La sua stagione da rookie si concluse con 4 tackle in 7 presenze, nessuna delle quali come titolare.

### Tampa Bay Buccaneers
Il 7 febbraio 2021, nel Super Bowl LV contro i Kansas City Chiefs campioni in carica, Nunez-Roches partì come titolare nella vittoria per 31-9, conquistando il suo primo titolo.

### New York Giants
Il 13 marzo 2023 Nunez-Roches firmò con i New York Giants.

## Palmarès
- Super Bowl : 1

Tampa Bay Buccaneers: LV
- National Football Conference Championship: 1

Tampa Bay Buccaneers: 2020